# Station Radebeul Ost
Station Radebeul Ost is een spoorwegstation in de Duitse plaats Radebeul.  Het station werd in 1860 geopend. 

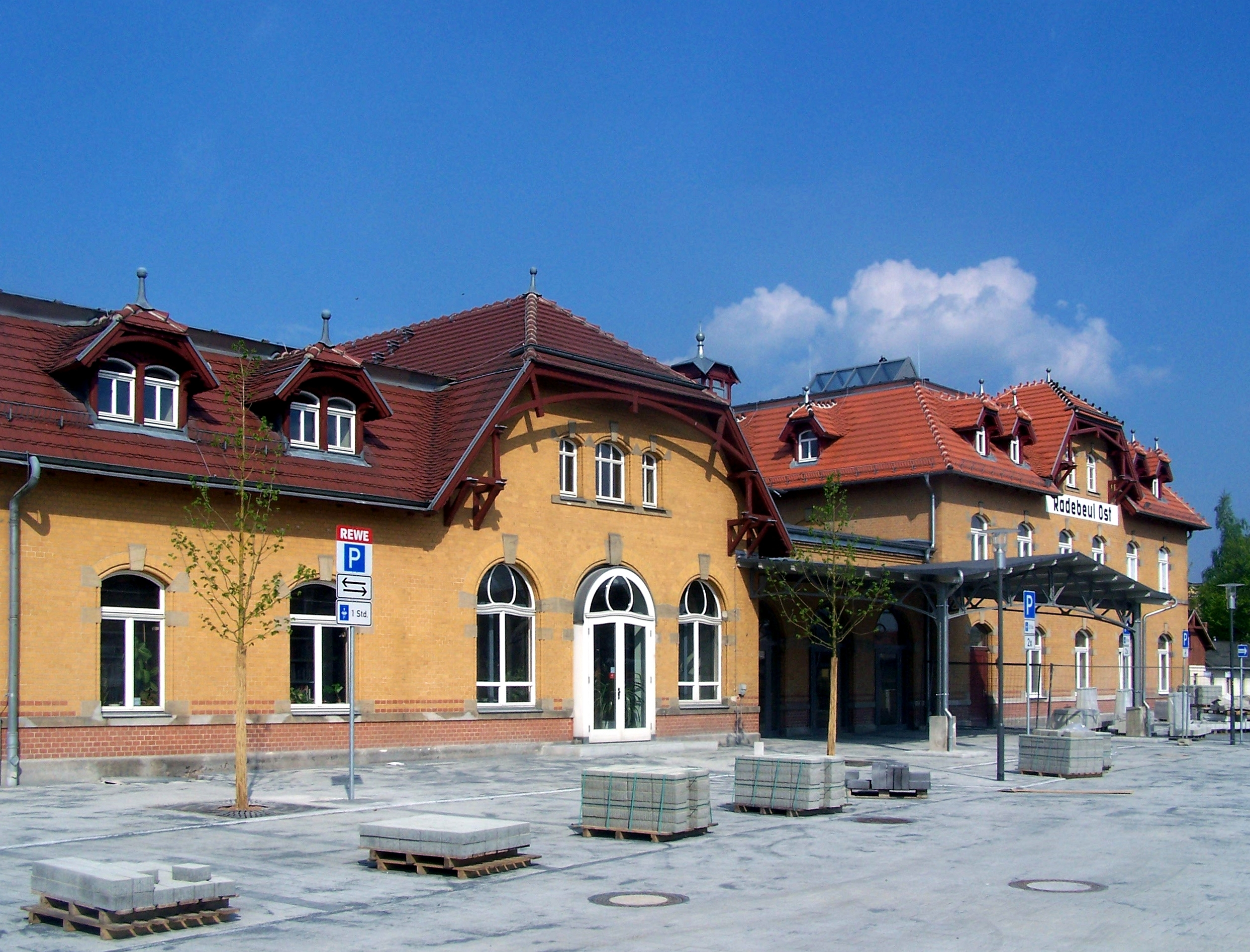
Het stationsgebouw in 2013.